# 제3항공군 (일본군)
제3항공군(第三航空軍 다이산코쿠군[*])은 일본 제국 육군 항공대의 군이다. 통칭호는 맡음(司  つかさ[*])병단, 군대 부호는 3FA.

## 역사
1942년 6월 27일에 남방군의 항공부대로서 창설되어 7월 23일에 편성을 마쳤다.
네덜란드령 동인도 전역(蘭印, 란인)에서 점령한 팔렘방, 유전지대가 있는 수마트라섬, 버마 남부, 태국, 프랑스령 인도차이나(仏印, 불인)의 재공권을 확보하고 적의 전투기를 격추하는 방공임무를 수행하였다.

## 조직

### 지휘부
사령관
1. 중장 스가와라 미치오; 1942년 7월 9일 ~
2. 중장 오바타 히데요시; 1943년 5월 1일 ~
3. 중장 기노시타 하야시; 1943년 12월 7일 ~

참모장
1. 소장 하시모토 히데노부; 1942년 7월 9일 ~
2. 소장 데라다 세이이치; 1943년 5월 19일 ~
3. 소장 쓰카다 리키치; 1944년 2월 14일 ~
4. 소장 구마베 마사미; 1944년 8월 8일 ~
5. 소장 가와카미 기요시; 1944년 11월 27일 ~ 1944년 12월 8일 †
6. 소장 모리모토 군조; 1945년 3월 9일 ~ 9월 22일

가와카미 기요시가 전사하고 모리모토 군조가 참모장에 취임할 때까지 자리가 비어있었다.

### 편성
소속
- 남방군

부대
- 제5비행사단: 중장 핫토리 다케시
  - 제4비행단
    - 비행 제64전대
    - 비행 제81전대
    - 제1항공지구사령부
    - 제7항공지구사령부
    - 제2항공정보연대
- 제9비행사단: 중장 시로가네 죠지
  - 비행 제87전대
  - 제8항공지구사령부
  - 제22항공지구사령부
  - 제7항공정보연대
  - 제14항공정보연대
- 제55항공사단: 소장 기타가와 기요미
  - 독립 제106교육비행단
  - 독립 제107교육비행단
  - 독립 제109교육비행단
- 독립 제10비행단: 대좌 안자이 아키오
  - 제37항공지구사령부
- 제3항공통신사령부: 중장 마사키 히사미쓰오
  - 제1항공통신연대
  - 제3항공통신연대
  - 제11항공통신연대
- 남방군 제1항공교육대
- 제4항공지구사령부
- 제9항공지구사령부
- 제15항공지구사령부
- 제23항공지구사령부
- 제24항공지구사령부
- 제25항공지구사령부
- 제29항공지구사령부
- 제32항공지구사령부
- 제37항공지구사령부
- 제59항공지구사령부
- 제9항공통신연대
- 제3기상연대
- 제16야전항공수리창
- 제19야전항공수리창
- 제20야전항공수리창
- 제21야전항공수리창
- 제22야전항공수리창
- 제25야전항공수리창
- 제13야전항공보급창
- 제20야전항공보급창
- 제21야전항공보급창

## 같이 보기
- 제1항공군 (일본군)
- 제2항공군 (일본군)
- 제4항공군 (일본군)
- 제5항공군 (일본군)

## 참고 자료
- 秦郁彦 (2005년 8월 1일). 《日本陸海軍総合事典》 (일본어) 2판. 도쿄 대학 출판회. ISBN 4130301357.
- 外山操 (1987).  森松俊夫, 편집. 《帝国陸軍編制総覧》 (일본어). 芙蓉書房.
- 木俣滋郎 (1987). 《陸軍航空隊全史》. 航空戦史シリーズ (일본어) 90. 朝日ソノラマ.
- 防衛研修所戦史室 (1976). 《陸軍航空の軍備と運用（3）大東亜戦争終戦まで》. 戦史叢書 (일본어). 朝雲新聞社.